# 男はソレを我慢できない
『男はソレを我慢できない』（おとこはソレをがまんできない、UN HOMME NE PEUT ENDURER ÇA）は、信藤三雄監督による日本映画。2006年7月29日に公開された。2007年3月9日DVDレンタル開始。PG-12指定。

## 概要
「音楽」「演劇」「映画」「漫画」「ファッション」など、カルチャー表現を目指す人々が一度は通過する街である下北沢は現在、大規模な都市計画により、街並みが分断されようとしている最中である。
愛すべき下北沢の街を映像アーカイブとして残すため、街全域でロケを敢行した、「おバカで、エロくて、それでいてお洒落な痛快ポップ人情喜劇」。下北沢を拠点とする信藤三雄の長編初監督作品である。

## あらすじ
DJタイガーは7年間の地方ドサ回りの末に下北沢に帰って来た。変わらぬ実家の饅頭屋で、かつての「マドンナ」、さつきちゃんが離婚してやはりこの街に帰って来ていることを知る。
折りしも起こった街を揺るがす大事件・「巨大ソープランド建設計画」に対し、さつきから「下北沢を守って下さい」と頼まれて、いい所を見せようとぐうたら仲間たちと共に立ち向かうが、敵の手管に骨抜きにされる。その背後には天狗の巨大な陰謀がうごめいていた。

## キャスト
DJタイガー（服部 大河） - 竹中直人
本作品の主人公。シモキタのトラさん。自称テイ・トウワの兄貴分。全国をドサまわりして、7年ぶりに実家の「饅頭屋うさや」に戻って来た。さつきに片思いしている。
さつき - 鈴木京香
本作品のヒロイン。DJタイガーの幼馴染みのマドンナ。離婚して下北沢に戻って来た。現在は喫茶店を切り盛りしている。
チェリー（服部 ちえり） - 小池栄子
DJタイガーの「愛する妹」。
おいちゃん - ベンガル
「饅頭屋うさや」の店主。
おばちゃん - 清水ミチコ
おいちゃんと共に「饅頭屋うさや」を切り盛りする。
住職 - 高橋幸宏
天狗を祀る眞龍寺の住職。
チャーリー鮫島 - 高橋克実
DJタイガーの「ハゲ仲間」。古着屋の店主。鬘をかぶっている。
茄子おやじ - 温水洋一
DJタイガーの「ハゲ仲間」。カレー屋「茄子おやじ」の店主。
たかし - 大森南朋
DJタイガーのぐうたら仲間。古本屋の店員。
金閣寺大造 - 斉木しげる
ソープランド建設の首謀者。通称「社長」。
ヒルズ - 緋田康人
ソープランド建設の広報担当者。
ベイビー - ワタナベイビー（ホフディラン）
DJタイガーの舎弟。
タツヤ - 中村達也
チェリーの思い人。金子ボクシングジムで体を鍛えている。
ヒトエ - HITOE
「茄子おやじ」のバイト。チェリーの友達。
赤パン - 田中卓志（アンガールズ）
ビリヤード場の店員。
健ちゃん - 木村公一
DJタイガーのぐうたら仲間。
HA★GY - 安齋肇、マックス矢島 - 佐々木潤、ユウヒ - 小宮山雄飛（ホフディラン）
金閣寺配下のホストクラブのホスト。
ママ - 野宮真貴（元ピチカート・ファイヴ）
バー/ジャズ喫茶の小ママ。
大ママ - 岸野雄一（ヒゲの未亡人）
バー/ジャズ喫茶の大ママ。
シンガー - 小島麻由美
バーで歌うシンガー。
TENGU DOLLS - 東京キャ★バニー
金閣寺配下のソープ嬢。

## スタッフ
- 監督 - 信藤三雄
- 脚本 - 大宮エリー
- 製作 - シモキタ・シネマ・プロジェクト
- 提供 - レントラックジャパン、キネティック、ナインエンタテインメント、トイズファクトリー、コンテムポラリー・プロダクション、エキサイト、イエローキャブ、貝川智広
- 協力 - 下北沢商店街連合会
- 配給 - キネティック
- プロデューサー - 塚田誠一、三尾和子、後藤裕太
- オリジナルアイデア - もりばやしみほ
- サウンドトラックスーパーバイザー - 大谷直司、札立幸一
- 撮影 - 井下幸治
- 照明 - NOX From Ateam Co,Ltd（チーフ - 慶野幸司）
- 美術 - のぶかりょう
- イラストレーション - Terry Johnson
- アニメーション - Mr.Johnny come latery（[-BACK DeLITE MOVIE）
- 録音 - だるまスタヂオ録音部、小坂菜月、伊藤恵美
- ミキサー - 吉田ゐさお
- 現像 - IMAGICA

## 主題歌・挿入歌
- 主題歌 - 「今夜はブギー・バック」 - 竹中直人&ワタナベイビー Produced by スチャダラパー
- 挿入歌 - 「みずうみ」小島麻由美（ピアノ：Dr.kyOn）、「恋の☆散歩道」ワタナベイビー、「STARDUST」鈴木京香 with SKETCH SHOW、ほか

## エピソード
- 亀渕昭信は本作を「『男はつらいよ』のパロディーというよりも『女はそれを我慢できない（THE GIRL CAN'T HELP IT）』のオマージュ」と、また「超一流のB級映画」と評す[1]。
- 当時活動休止中であったホフディランの2人のメンバーが共演している。活動再開のきっかけの1つに、本作撮影時に話す機会があったことがある、とのこと。

## 出版物

### DVD
- 男はソレを我慢できない デラックス版（2007年3月9日、キネティック GNBD-7378）
  - 舞台挨拶や記者会見の映像、主題歌・挿入歌のプロモーションビデオなどの映像特典を収録。
- みんなはコレを“公開”まで我慢できない。 〜The Making of 男はソレを我慢できない〜（2006年7月28日、キネティック REDV-00513）
  - メイキング映像、監督・出演者コメンタリーを収録したナビゲート作品。

### CD
- 今夜はブギー・バック/竹中直人&ワタナベイビー Produced by スチャラダパー（2006年7月5日、Aer-born AZCL-35001）
- 「男はソレを我慢できない」オリジナルサウンドトラック（2006年7月26日、Aer-born AZZL-10002）
  - DVDとの2枚組。DVDにはプロモーションビデオを収録。初回生産分はBOXパッケージ、ポスター型歌詞カードを封入。

### 書籍
- 『男はソレを我慢できない UN HOLLE NE PEUT ENDUREI ÇA』シモキタ・シネマ・プロジェクト：編（2006年7月29日、キネティック） - 公式パンフレット
- 『男はソレを我慢できないアフターアワーズ 対談集』シモキタ・シネマ・プロジェクト：著、信藤三雄ほか：述（2006年8月、DAI-X出版） - ISBN 4-8125-2854-2